# Hans Forster (Journalist)

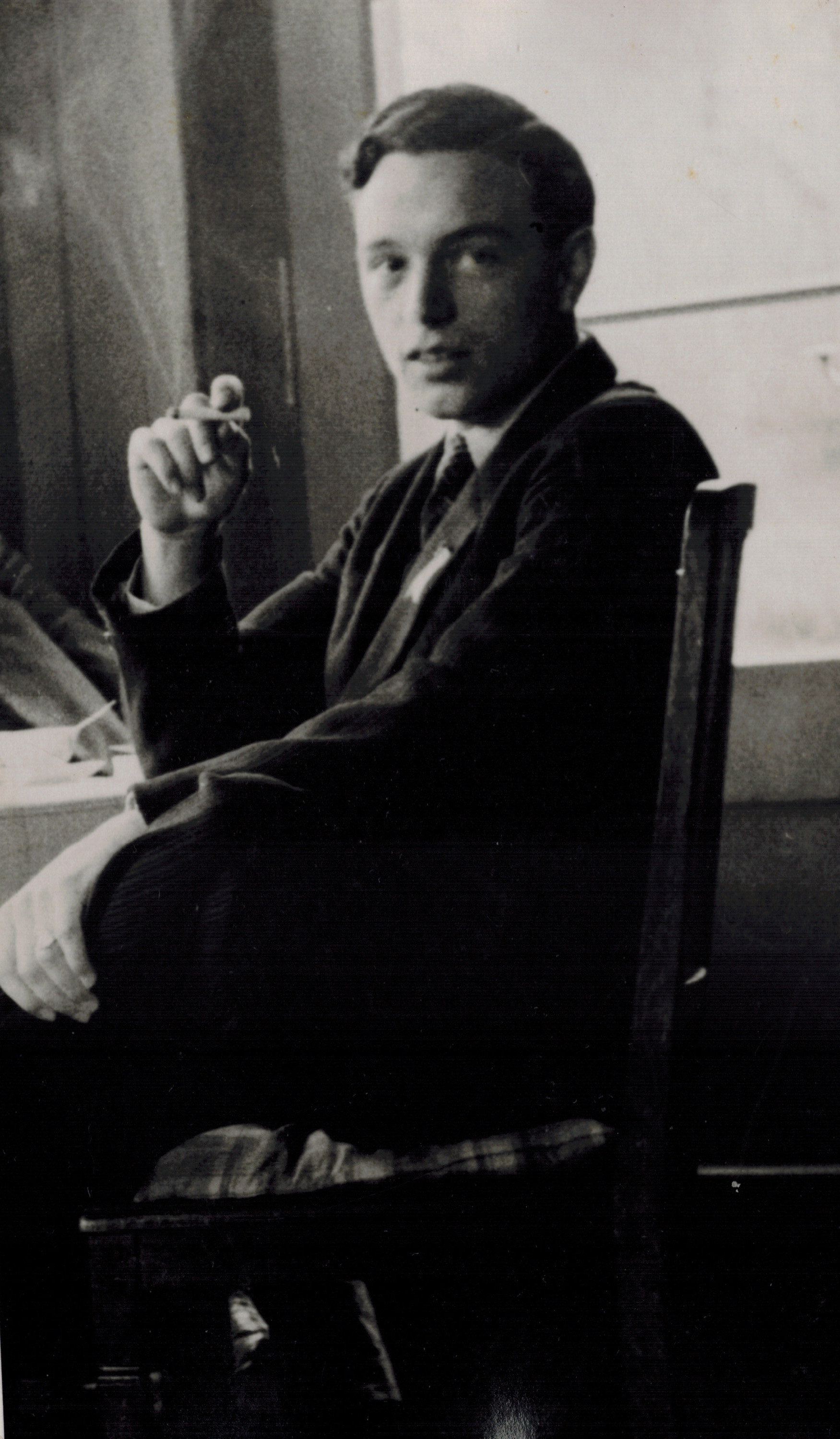
Hans Forster (vor 1944)

Hans Forster-Holliger (* 1918; † 25. Mai 1996) war ein Schweizer Journalist.
Forster besuchte die Alte Kantonsschule Aarau und pflegte seit seiner Jugend eine enge Freundschaft zur Familie des Aargauer Komponisten Werner Wehrli. 1939 dichtete er den Text zu Wehrlis Festspiel O userwelte Eidgnoss’schaft zum Aargauer Tag an der Schweizerischen Landesausstellung 1939. Er war auch passionierter Kanonschreiber.
Schweizweite Bekanntheit erlangte Forster als Briefkastenonkel im Radio-Studio Basel (SRF), wo er zwischen 1956 und 1974 im Rahmen des Radio-Wunschkonzerts unzählige Zuhörerfragen beantwortete. Später war Forster als Redaktor bei der Basler Zeitung für die Rubrik Ratsstübli zuständig.
Sein Nachlass wurde im Juni 2022 der Universitätsbibliothek Basel übergeben.